# Льонетти, Пия
Пия Кармен Мария Льонетти (итал. Pia Carmen Maria Lionetti; род. 26 сентября 1987, Сан-Джованни-Ротондо, Апулия) — итальянская лучница, участница двух Олимпийских игр.

## Биография
Она является чемпионкой мира среди юниоров 2005 года. На этом турнире она завоевала золотые медали в личном и командном зачете.
На летних Олимпийских играх 2008 года в Пекине Льонетти завершила рейтинговый раунд с 613 очками, что соответствует 51 месту в финальной сетке соревнований. В первом раунде она попала на Беренжер Шу, и француженка одержала победу 112:107.
Пия вместе с Натальей Валеевой и Еленой Тонеттой  приняла участие в командном турнире. Её 613 очков, а также 634 у Валеевой и 595 у Тонетты позволили итальянской команде стать 9-ми сеяными. В первом раунде победили сборную Китайского Тайбэя со счетом 215:211. Однако в четвертьфинале они попали на будущих олимпийских чемпионок из Южной Кореи, которые также установили новый мировой рекорд (231) и вышли в полуфинал.
На Летних Олимпийских играх 2012 года Пия снова выступала в индивидуальных и командных соревнованиях среди женщин. Она заняла 10-е место после рейтингового раунда и обыграла Карен Хюльтцер в первом раунде плей-офф. Её успех продолжился и дальше, когда она победила Миранду Лик и Тан Ятин, но затем уступила будущей вице-чемпионке Аиде Роман из Мексики. В командном турнире Льонетти, Джессика Томази и Наталья Валеева уступили Китаю в первом раунде 199:200.
Её мужем является итальянский лучник Сержио Паньи.